# Michael Ben David
Michael Ben David (hebreiska: מיכאל בן דוד), född 26 juli 1996 i Ashkelon i sydvästra Israel, är en israelisk sångare som representerade Israel i Eurovision Song Contest 2022 i Turin med låten "I.M". Han åkte ut i andra semifinalen där han kom på en trettonde plats. 